# Chamonix-Mont-Blanc
Chamonix-Mont-Blanc skraćeno Chamonix je grad u departmanu Rhône-Alpes u Francuskoj.  Chamonix je poznati skijaški centar, i u njemu su održane prve zimske olimpijske igre 1924. godine, a također je jedan od najznačajnijih alpinističkih centara na svijetu, jer se nalazi u podnožju masiva Mont Blanc.
Povezan je s talijanskim gradom Courmayeurom tunelom dužine 11,6 km koji prolazi kroz sam masiv, a također i sistemom gondola (žičara) koja prelazi preko masiva i dostiže nadmorsku visinu od 3.842 metra. 

## Gradovi prijatelji
- Aspen (Colorado)
- Cilaos
- Courmayeur
- Davos
- Fujiyoshida
- Garmisch-Partenkirchen

## Galerija
- Pogled na grad i dolinu
- Mont-Blanc
- Tunel ispod Mont-Blanca
- Žičara

## Vanjske poveznice
- Službena stranica grada